# Stazione di Alicante-Terminal
La stazione di Alicante-Terminal (in catalano Alacant Terminal) è una stazione ferroviaria posta al centro della città di Alicante, in Spagna. Da molti cittadini è semplicemente chiamata Stazione della RENFE ed è gestita dalla Administrador de Infraestructuras Ferroviarias.
È una stazione terminale ed ogni treno che arriva deve invertire la direzione di moto per continuare il tragitto. La stazione ospita treni con tragitti a lunga e media distanza della RENFE ed è origine delle linee C-1 e C-2 della rete ferroviaria suburbana (Cercanías). È in progetto una nuova stazione intermodale per ospitare il servizio ad alta velocità (AVE) che è attualmente in fase di progettazione.